# اوبرگریسباخ
اوبرگریسباخ (به آلمانی: Obergriesbach) یک شهر در آلمان است که در آیشاخ-فریدبرگ واقع شده‌است.